# Eva-Maria Derstadt
Eva-Maria Derstadt (* 7. Januar 1969) ist eine deutsche Juristin. Sie ist seit dem 30. Januar 2014 Richterin am Bundesgerichtshof.

## Leben
Derstadt trat 1999 nach ihrer juristischen Ausbildung in den Justizdienst des Landes Nordrhein-Westfalen ein und war zunächst beim Landgericht Dortmund und beim Amtsgericht Menden eingesetzt. Von 2000 bis 2002 war sie an das Justizministerium des Landes Nordrhein-Westfalen abgeordnet und als Mitarbeiterin im Landesjustizprüfungsamt tätig. 2002 wurde sie zur Richterin am Landgericht in Hagen ernannt. Von 2005 bis 2008 war sie als wissenschaftliche Mitarbeiterin an den Bundesgerichtshof abgeordnet. 2008 erfolgte ihre Ernennung zur Richterin am Oberlandesgericht in Hamm. Anschließend war sie als Rechtsreferentin beim Gerichtshof der Europäischen Union in Luxemburg im Kabinett des deutschen Richters Thomas von Danwitz tätig. Derstadt ist promoviert.
Das Präsidium des Bundesgerichtshofs wies Derstadt zunächst dem vornehmlich für das Bank- und Börsenrecht zuständigen XI. Zivilsenat zu.